# علیرضا توسلی (شبه‌نظامی)
علیرضا توسلی معروف به ابوحامد (زاده ۱ مهر ۱۳۴۱ - افغانستان - مرگ  ۹ اسفند ۱۳۹۳- سوریه شهر درعا) فرمانده لشکر فاطمیون، شبه نظامیان افغانستانی تحت امر جمهوری اسلامی در جنگ سوریه، بود. او در حومه درعا در سوریه کشته شد.

## زندگی
وی در سال ۱۳۴۱ در افغانستان به دنیا آمد. توسلی در سن هفت سالگی پدرش را از دست داد. دو سال بعد نیز مادرش را از دست داد.
در خلال سال‌های ۵۸–۵۷ و در جریان دستگیری قریب به ۵ هزار مخالف در این کشور، یکی از برادران وی دستگیر شد. در سال ۱۳۹۲ مشخص شد که برادر وی در گورهای دسته‌جمعی زنده به گور شده‌است.
علیرضا در سال ۱۳۶۳ به ایران مهاجرت کرد. وی در حوزه علمیه اصفهان و سپس در حوزه علمیه قم مشغول به تحصیل شد و به موازات تحصیل به کار ساختمانی اشتغال داشت.
توسلی در سن ۲۵ سالگی در جریان جنگ ایران و عراق به کردستان رفته و بیش از یک سال در آن منطقه حضور داشت. با پایان جنگ ایران و عراق، برای جنگ با ارتش شوروی راهی افغانستان شد و به نیروهای عبدالعلی مزاری ملحق گردید.
در سال ۷۴ و با ظهور جنگ طالبان دوباره راهی افغانستان می‌شود. وی از سال ۱۳۸۱ تا ۱۳۹۲ در ایران به کارهای ساختمانی مشغول شد. با آغاز جنگ سوریه، وی در ۲۲ اردیبهشت ماه ۱۳۹۲ راهی سوریه شد.
وی در سال ۱۳۷۹ با ام‌البنین حسینی ازدواج کرد که حاصل این ازدواج یک پسر به نام حامد و دو دختر است.

## مرگ
وی روز شنبه ۹ اسفند ۱۳۹۳ در جریان آزادسازی تپه تل قرین در حومه درعا در سوریه و نزدیکی ارتفاعات جولان در نبرد با جبهه النصره کشته شد. وی در مشهد دفن شد.

## یادبودها
- همایش «شهدای فاطمیون» و «جایزه ادبی شهید علیرضا توسلی» در ۱۵ خرداد ۱۳۹۵ برگزار شد.[۱۲][۱۳]
- مستند فرمانده به کارگردانی محمدهادی نعمت‌اللهی در مورد وی ساخته شده‌است.[۱۴]